# Жилінський Костянтин Сергійович
Костянтин Сергійович Жилінський (нар. 7 листопада 1982, Майкоп) — український волейболіст, нападник, центральний блокувальник. Виступав за національну збірну України, був її капітаном.

## Життєпис
Народився 7 листопада 1982 року в м. Майкопі.
Вихованець ізмаїльської та одеської шкіл.
Виступав за національну збірну України, був її капітаном.
Грав у клубах «Феміда» (Одеса), «Азот-Спартак» (Черкаси), «Локомотив» (Київ, тут провів першу частину сезону 2008—2009), «Будівельник — Буковина» (Чернівці, 2008—2009), «Кримсода» (Красноперекопськ), «Казхром» (Казахстан), «Локомотив» (Харків), «Tricolorul LMV Ploiești» (Плоєшті, Румунія), ВК «Покуття-Прибилів», був капітаном команди

### Досягнення
Клубні
- чемпіон України 2015, 2016,
- володар Кубка України 2015, 2016[12].

Особисті
- найкращий центральний блокувальник Української суперліги 2014—2015,
- найкращий блокувальник Української суперліги 2012—2013[13],
- найкращий центральний блокувальник Чемпіонату України (вища ліга) 2019—2020[14].

### Сім'я
Дружина — Наталя, має дві дочки.